# Grenadier abyssal
Coryphaenoides armatus
Espèce
Statut de conservation UICN

 LC  : Préoccupation mineure
Le Grenadier abyssal (Coryphaenoides armatus) est une espèce de poissons de la famille des Macrouridae.

## Répartition
Ce poisson se rencontre au large des pays suivants : Afrique du Sud, Antarctique, Argentine, Australie, Bahamas, Belize, Brésil, Canada, Cap-Vert, Chili, Colombie, Costa Rica, Cuba, Équateur, Espagne, États-Unis, France, Groenland, Guatemala, Géorgie du Sud-et-les îles Sandwich du Sud, Haïti, Honduras, Îles Caïmans, Îles Féroé, Îles Heard-et-MacDonald, Irlande, Islande, Japon, Madagascar, Malouines, Maroc, Mauritanie, Mexique, Namibie, Nicaragua, Nouvelle-Zélande, Panama, Portugal, Pérou, Royaume-Uni, Russie, République arabe sahraouie démocratique, Saint-Pierre-et-Miquelon, Sainte-Hélène, Ascension et Tristan da Cunha, Salvador et Terres australes et antarctiques françaises.
Cette espèce est présente entre entre 282 et 5 180 m de profondeur.

## Description
Coryphaenoides armatus peut mesurer jusqu'à 102 cm de longueur totale. Son corps est brunâtre, excepté leur abdomen qui est bleu. Sa bouche est assez petite par rapport à sa tête et ses yeux. Il possède deux épines dorsales.

## Régime alimentaire
Le régime alimentaire de Coryphaenoides armatus varie selon son âge : les jeunes se nourrissent d'invertébrés tels que les holothuries ou les crustacés. Adultes, ils se nourrissent de poissons, de céphalopodes et d'oursins.

## Classification
Le nom valide complet (avec auteur) de ce taxon est Coryphaenoides armatus (Hector, 1875).
L'espèce a été initialement classée dans le genre Macrurus sous le protonyme Macrurus armatus Hector, 1875,.
Ce taxon porte en français les noms vernaculaires ou normalisés suivants : Grenadier abyssal,, Grenadier armé,, Grenadier roux,.
Coryphaenoides armatus a pour synonymes :
- Coryphaenoides (Nematonurus) armatus (Hector, 1875)
- Coryphaenoides abyssorum (Gilbert, 1915)
- Coryphaenoides cyclolepis (Gilbert, 1896)
- Coryphaenoides gigas Vaillant, 1888
- Coryphaenoides suborbitalis (Gill & Townsend, 1897)
- Coryphaenoides variabilis Günther, 1878
- Dolloa cyclolepis (Gilbert, 1896)
- Hymenocephalus goodei (Günther, 1887)
- Macrurus armatus Hector, 1875
- Macrurus asper Goode & Bean, 1883
- Macrurus cyclolepis (Gilbert, 1896)
- Macrurus goodii Günther, 1887
- Macrurus suborbitalis Gill & Townsend, 1897
- Moseleya cyclolepis (Gilbert, 1896)
- Nematonurus abyssorum Gilbert, 1915
- Nematonurus armatus (Hector, 1875)
- Nematonurus cyclolepis Gilbert, 1896
- Nematonurus gigas (Vaillant, 1888)
- Nematonurus goodei (Günther, 1887)
- Nematonurus suborbitalis (Gill & Townsend, 1897)

### Étymologie
Son épithète spécifique, du latin armatus, « armé », est présumé faire référence au deuxième rayon épineux de la première nageoire dorsale, « enveloppé dans une gaine qui se prolonge en filament ».

### Publication originale
- (en) James Hector, « Descriptions of five new species of fishes obtained in the New-Zealand seas by H.M.S.-‘Challenger’ Expedition, July 1874 », Annals and Magazine of Natural History, Londres, Taylor & Francis, vol. 15, no 85,‎ janvier 1875, p. 78–82 (ISSN 0374-5481, OCLC 1481361, DOI 10.1080/00222937508681027, lire en ligne).